# 53055 Astrogapra
53055 Astrogapra è un asteroide della fascia principale. Scoperto nel 1998, presenta un'orbita caratterizzata da un semiasse maggiore pari a 2,275812 UA e da un'eccentricità di 0,125186, inclinata di 2,870325° rispetto all'eclittica. Ha un diametro di 1,968 km.